# قصيب ابو خريط
قصيب أبو خريط، قرية من قرى محافظة العلا، والتابعة لمنطقة المدينة المنورة في السعودية. تقع في شمال المدينة المنورة، وتبعد عنها بمسافة تقارب ( 276) كيلو متر، وعن العلا بمسافة تقارب ( 50) كيلو متر.